# 妹島

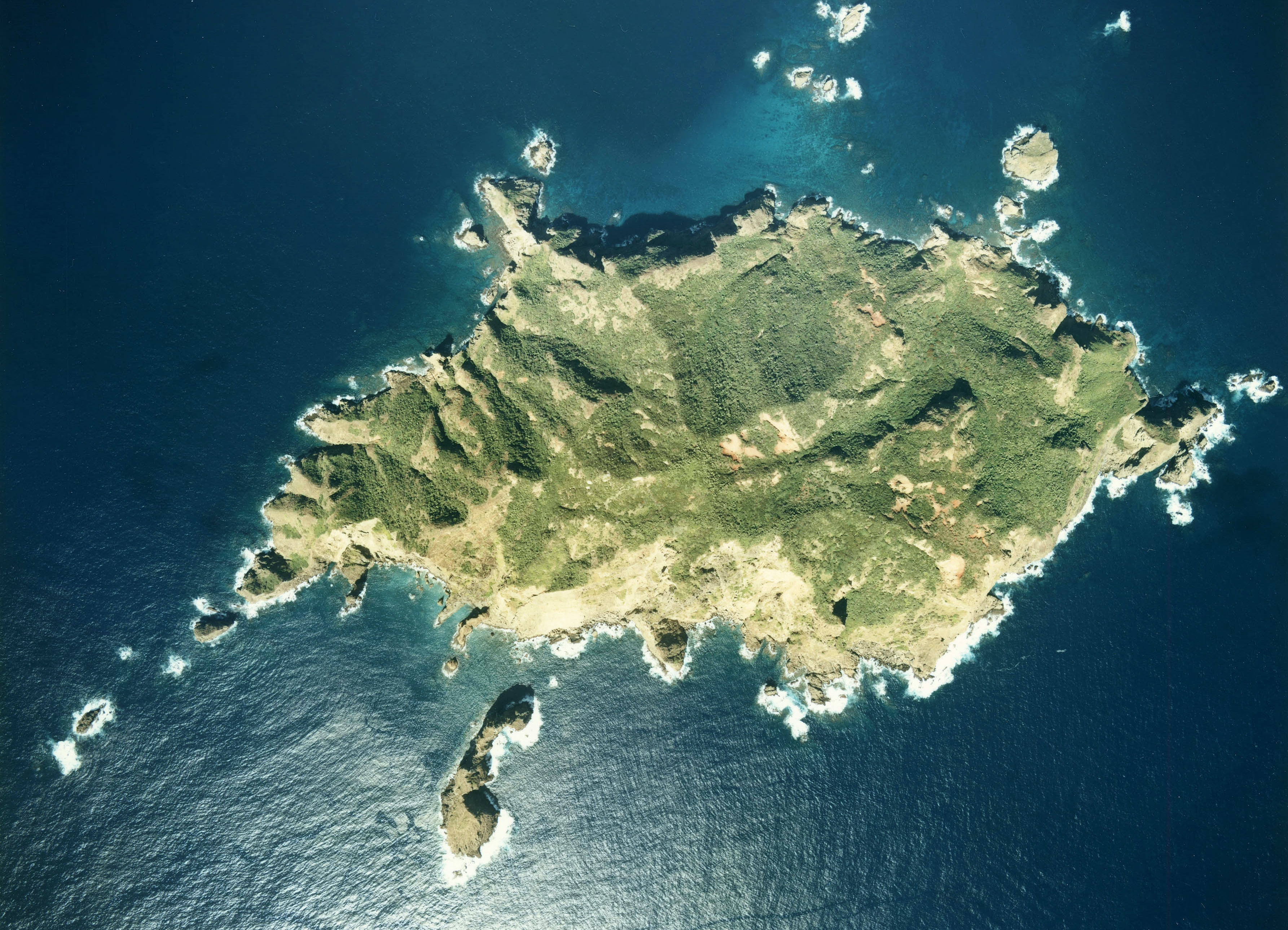
妹島の空中写真。1978年撮影。
。

妹島（いもうとじま）は、小笠原諸島の島のひとつ。東京都小笠原村。母島列島に含まれる。面積は1.23km2。標高は216.1m。

## 概要
当初は無人島であったが、明治時代に入植者が出て、放牧、農業などを営んでいた。1963年には人口33人を数えていたが、徐々に母島などへの移住者が出て、現在は無人島となっている。定期航路などはない。妹島の北東800mの地点には姪島がある。オオハマギキョウが多く自生している。メグロ（特別天然記念物）の生息地。

## 位置情報
- 北緯26度33分30秒 東経142度12分30秒 / 北緯26.55833度 東経142.20833度
- 母島南部(小笠原諸島) - 地理院地図
- 26° 33' 30.00", +142° 12' 30.00" (妹島) - Google マップ